# Junior A. Ore
Israel „Junior“ Alexander Ore (* 8. September 1992 in Gaithersburg, Maryland) ist ein US-amerikanischer Tennisspieler.

## Karriere
Junior Ore erreichte auf der ITF Junior Tour 2010 Platz 19 der Junior-Rangliste. Sein bestes Ergebnis bei einem Turnier der höchsten Juniorkategorie war das Viertelfinale 2009 bei Orange Bowl. Bei den French Open 2010 besiegte er in der ersten Runde den Weltranglistenersten der Junioren, Daniel Berta, in drei Sätzen.
Schon vor seinem 16. Geburtstag bekam Ore nahe seiner Geburtsstadt, beim Turnier in Washington, D.C., eine Wildcard für den Doppelwettbewerb. Dort unterlag er mit seinem Landsmann Denis Kudla in zwei Sätzen glatt. Bis dato ist das sein einziges Turnier auf der ATP Tour. Bis 2014 spielte er dann kaum noch Turniere, konnte 2010 aber im Doppel seinen ersten Titel auf der drittklassigen ITF Future Tour gewinnen.
Von 2010 bis 2014 studierte er an der Texas A&M University und nahm dort auch am College Tennis teil. Kurz nach seinem Studium gewann er seinen zweiten kleinen Doppeltitel. 2015 begann er erstmals regelmäßig Turniere zu spielen, hatte weiterhin vor allem im Doppel Erfolg. Während er im Einzel zweimal das Halbfinale eines Futures erreichen konnte, gewann er im Doppel bis Ende 2018 zehn Titel in Summe. Noch erfolgreicher wurde das Jahr 2019, als er allein acht Titel gewann und somit erstmals in den Bereich kam, wo er auch an der höherdotierten ATP Challenger Tour teilnehmen konnte. Nach einem Future-Titel im Corona-Jahr gelang Ore 2021, neben einem weiteren Titel, in Orlando erstmals der Sprung unter die besten vier Paarungen eines Challengers. Selbiges konnte er kurz darauf in Salinas erreichen. Er stand im Doppel 2020 das erste Mal in den Top 300 der Tennisweltrangliste des Doppels. Ab 2022 nimmt er jedoch nur noch gelegentlich an ITF-Turnieren teil.